# East Dunbartonshire
East Dunbartonshire er en af Skotlands kommuner. Den grænser op mod West Dunbartonshire, Glasgow, Stirling og North Lanarkshire.
Regionen dækker dele af grevskaberne Stirlingshire, Dunbartonshire og Lanarkshire.

## Byer og landsbyer
- Auchenhowie
- Auchinairn
- Auchinreoch
- Baldernock
- Balmore
- Bardowie
- Bearsden
- Birdston
- Bishopbriggs
- Cadder
- Clachan of Campsie
- Kirkintilloch
- Lennoxtown
- Lenzie
- Woodilee Village
- Milngavie
- Milton of Campsie
- Torrance
- Twechar
- Waterside

## Seværdigheder
- Campsie Fells
- Craigend Castle
- West Highland Way
- Forth and Clyde Canal
- Antonine Wall
- Lennox Castle
- Mugdock Country Park
- Milngavie water treatment works
- River Kelvin
- Lillie Art Gallery
- Auld Kirk Museum
- Huntershill Village
- The Fort Theatre
- The Turret Theatre
- The Gadloch